# Xiuning

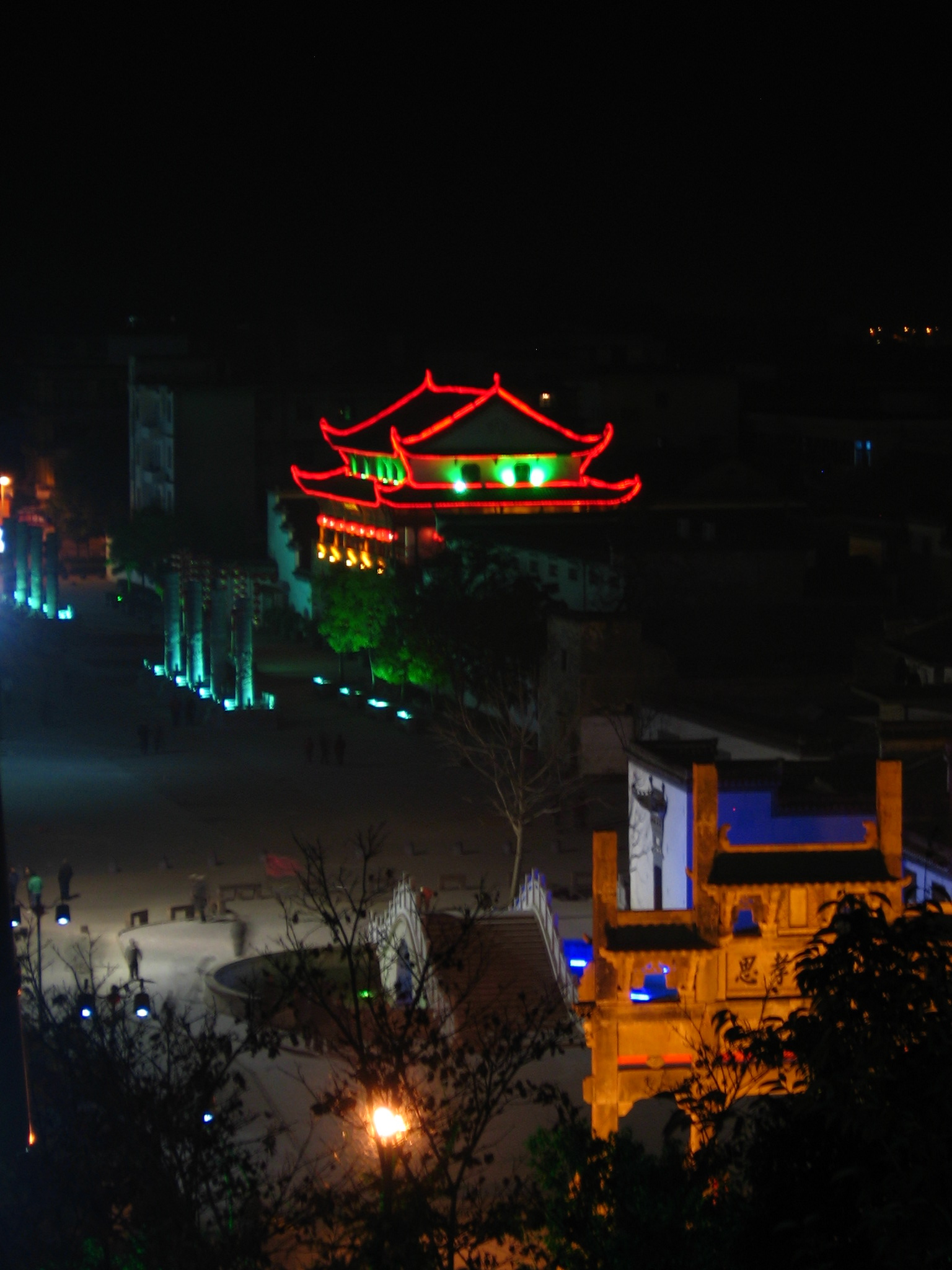
Zhuangyuan-Platz in Xiuning

Der Kreis Xiuning (chinesisch 休宁县, Pinyin Xiūníng Xiàn) ist ein Kreis der bezirksfreien Stadt Huangshan in der chinesischen Provinz Anhui. Er hat eine Fläche von 2.132 km² und zählt 211.456 Einwohner (Stand: 1. November 2020). Sein Hauptort ist die Großgemeinde Haiyang (海阳镇).
Die Stätte Sanhuaitang im Dorf Xitou (Xitou Sanhuaitang 溪头三槐堂) aus der Zeit der Ming-Dynastie und die Steininschriften des Qiyun Shan (Qiyunshan shike 齐云山石刻) stehen auf der Liste der Denkmäler der Volksrepublik China.